# Heinrich Meier (Philosoph)
Heinrich Meier (* 8. April 1953 in Freiburg im Breisgau) ist ein deutscher Philosoph und war von 1985 bis 2022 Geschäftsführer der Carl Friedrich von Siemens Stiftung in München.

## Leben
Heinrich Meier war als Schüler von 1968 bis 1972 Herausgeber und Schriftleiter der als rechtsextrem eingestuften Schülerzeitung Im Brennpunkt, die eine Gesamtauflage von knapp 200.000 Exemplaren erreichte. Autoren dieser Zeitung waren unter anderen Henning Eichberg, Bernd Kallina und Dietrich Murswiek. Für Im Brennpunkt verfasste er u. a. die Artikel „Der Feind steht links! Wo steht die Rechte?“ (1972), „Schwarzer Rassismus – weiße Dummheit“ (1972), „Hitler lebt! Kritische Bemerkungen zur Gesellschaft der Vergangenheitsneurotiker“ (1970), der auch als Sonderdruck bestellbar war.
Nach dem Abitur am Gymnasium Emmendingen im Juni 1973 studierte er von 1973 bis 1980 Philosophie, Politische Wissenschaft, Soziologie und Biologie an der Universität Freiburg u. a. bei Wilhelm Hennis. 1985 wurde er an der Albert-Ludwigs-Universität Freiburg bei Wilhelm Hennis mit einer Edition von Rousseaus Diskurs über die Ungleichheit zum Dr. phil. promoviert (summa cum laude). Zwischen 1972 und 1981 trat Meier wiederholt als Autor für die rechtskonservative Zeitschrift Criticón in Erscheinung, die von Caspar von Schrenck-Notzing herausgegeben wurde und auf deren inhaltliche Ausgestaltung Armin Mohler wesentlichen Einfluss hatte.
Seit 1985 leitete er als Nachfolger von Armin Mohler die Carl Friedrich von Siemens Stiftung in München und lehrt seit 1999 als Honorarprofessor an der Ludwigs-Maximilians-Universität in München. 2006 wurde er als Gastprofessor an das Committee on Social Thought der University of Chicago eingeladen.
Heinrich Meier hat als Geschäftsführer der Carl Friedrich von Siemens Stiftung Vortragsabende mit internationalen Wissenschaftlern vieler Fachgebiete veranstaltet. Ein Teil der Vorträge wurde seit 1985 von Meier herausgegeben, wobei mehr als 100 Bände erschienen sind. Außerdem hat Meier in der Serie Piper mehrere Vortragsreihen zu unterschiedlichen Themen veröffentlicht, so unter anderem die Bände Über die Liebe, Der Tod im Leben sowie Über das Glück.

## Werk

### Publizistik
In seinen publizistischen Beiträgen der 1970er Jahre bekennt sich Heinrich Meier offensiv zur politischen Rechten. Im Artikel „Der Feind steht links! Wo steht die Rechte?“ (1972) heißt es: „Es geht um die Rechte. Um die Menschen in diesem Land, die, wenn sie nur wollen, die notwendigen Alternativen zur Status-quo-Zementierung und zu den Irrlehren der Linken aufzuzeigen in der Lage sind. Es geht darum, daß diejenigen, die allein die neue Bewegungspartei – im weitesten Sinne – bilden können, sich formieren, daß sie ein Bewußtsein entwickeln, das sich langfristig orientiert und damit langfristig zum Erfolg führt.“ Im Beitrag „Schwarzer Rassismus – weiße Dummheit“ (1972) heißt es „Das desodorierende Wundermittel muß erst noch erfunden werden, das dazu taugen könnte, jenen abscheulichen Gestank zu bannen, der einem auf Schritt und Tritt entgegenschlägt, wo immer man den Berieselungsanlagen des linken bis liberalen Zeitgeistes ausgesetzt ist.“

### Politische Philosophie
Meiers Denken und Schreiben gilt der Politischen Philosophie, deren Sache er in seiner Antrittsvorlesung Warum Politische Philosophie? auf vierfache Weise bestimmt hat: 1. im Hinblick auf ihren Gegenstand: die politischen oder menschlichen Dinge, 2. im Hinblick auf den Modus der Philosophie: die politische Verteidigung der Philosophie verstanden als philosophische Lebensweise, 3. in Rücksicht auf die rationale Begründung der philosophischen Lebensweise, 4. als Ort der Selbsterkenntnis des Philosophen.
Bei der Politischen Philosophie, wie Meier sie entfaltet, handelt es sich ihrem Selbstverständnis nach weder um eine philosophische Teildisziplin, noch um ein kulturelles Phänomen neben anderen. Die Politische Philosophie ist vielmehr die Rückwendung der Philosophie auf sich selbst, die Reflexion ihrer eigenen Möglichkeit und Notwendigkeit in der individuellen philosophischen Aktivität. Wer die Philosophie als eine bewusste Lebensweise begründen will, kann dies nicht leisten durch Deduktion oder durch das zu Grunde legen eines Axioms von absoluter Gewissheit. Wer das philosophische Leben grundlegen will, der muss es gegen seine anspruchsvollste Alternative, gegen seinen schärfsten Gegner verteidigen – er muss es also elenktisch, durch die Widerlegung der stärksten Alternative, begründen.

### Politische Theologie
Die Alternative, mit der sich die Politischen Philosophen seit jeher auseinandersetzen mussten, war die Politik oder das politische Leben mit seiner Forderung nach Gerechtigkeit. Diese Alternative wurde verschärft durch die Offenbarung und ihren Anspruch auf unbedingten Gehorsam gegenüber dem allmächtigen Gott, die sich der Politischen Philosophie als Politische Theologie, als politische Theorie im Gehorsam des Glaubens, entgegenstellt. Beide, die Politische Philosophie wie die Politische Theologie, stellen die Frage nach dem richtigen Leben. Doch während die Politische Philosophie die Frage nach dem richtigen Leben ganz auf dem Boden menschlicher Weisheit zu beantworten sucht, verneint die Politische Theologie die Möglichkeit menschlichen Wissens um das Wichtigste.
Die Unvereinbarkeit von Philosophie und Offenbarung im Hinblick auf ihre jeweilige Begründung und ihr jeweiliges Selbstverständnis ist im Lauf der letzten Jahrhunderte zumindest in Europa durch Versuche von Synthetisierungen verstellt worden, doch mit dem Erstarken fundamentalistischer Positionen hat auch die Politische Theologie an Beachtung gewonnen. Im Hinblick auf die Wiedergewinnung des Horizontes für die Politische Philosophie hat Meier die Auseinandersetzung der Politischen Philosophie mit der Politischen Theologie expliziter profiliert als vor ihm ein Philosoph. Alle seine Schriften und Bücher, angefangen bei seinem Kommentar des Discours sur l'inégalité von Rousseau, zeugen von Meiers sich stetig vertiefendem Aufschließen des Problems und seiner Unabdingbarkeit für die Selbsterkenntnis des Philosophen. Eine knappe Klärung der Herkunft des Begriffes und der Bedeutung der Sache der Politischen Theologie hat Meier in seiner Schrift Was ist Politische Theologie? geleistet.
In seinem Buch Carl Schmitt, Leo Strauss und „Der Begriff des Politischen“ – Ein Dialog unter Abwesenden (1988) interpretiert Meier Schmitts berühmtestes Buch als das Werk eines Politischen Theologen und kommentiert die philosophische Kritik, die Leo Strauss 1932 in seinen Anmerkungen zu Carl Schmitt, Der Begriff des Politischen an Schmitts Position geübt hat. Als erster Interpret unterzieht Meier die drei Versionen von Schmitts berühmtestem Werk (die erste und die dritte kaum bekannt) einer eingehenden Analyse und zeigt, wie die philosophische Provokation von Leo Strauss Schmitt dazu bewegt hat, seine eigenen Politische Theologie am deutlichsten in der dritten und letzten Version von 1933 zu erkennen zu geben.
Meier führt die philosophische Kritik der Politischen Theologie fort in Die Lehre Carl Schmitts. Vier Kapitel zur Unterscheidung Politischer Theologie und Politischer Philosophie (1994). In vier Kapiteln arbeitet Meier die von Schmitts Politischer Theologie nicht explizit reflektierten Voraussetzungen und die daraus folgenden Konsequenzen für den Politischen Theologen und den Status seiner Theorie heraus.
Das erste Kapitel – „Moral oder Die eigenen Frage als Gestalt“ – interpretiert die Bedeutung des Feindes ausgehend von Schmitts Sicherheitsbedürfnis, dem keine menschliche Gewissheit genügen kann, und der damit verbundenen Bedeutung der Moral, die ebenfalls durch kein menschliches Gesetz begründet werden kann.
Im zweiten Kapitel – „Politik oder Was ist Wahrheit?“ – führt Meier die Interpretation des Begriffs des Politischen anhand seiner drei Fassungen weiter aus. Schmitts Behauptung, das Politische sei das Totale, welches den Menschen ganz erfasse, ist nur zu verstehen unter der Voraussetzung der Gewissheit, dass der Mensch vollkommen durch sein politisches Handeln bestimmt und dieses Handeln als eine Antwort auf ein Gebot verstanden wird, welches nicht in Frage gestellt werden darf. Die Sphäre des Politischen ist für die Politische Theologie nicht der Ort der rückhaltlosen Befragung der Meinungen und Ansprüche, die in ihr vorgetragen werden, sondern die Sphäre der moralisch anspruchsvollen „metaphysischen“ Entscheidung zwischen Gut und Böse, auf die es allein ankommt.
Das dritte Kapitel – „Offenbarung oder Wer nicht mit mir ist, der ist wider mich“ – zeigt, dass die Offenbarung von vornherein, durch die Unterscheidung von Gehorsam und Ungehorsam, die Wahl des philosophischen Lebens als sündigen Ungehorsam gegen die Souveränität Gottes verbietet. Das philosophische Leben ist nichts anderes als der Sündenfall selbst. Der Begründungszusammenhang zwischen der Souveränität Gottes und der Erbsündenlehre kann nur über den Glauben an die Allmacht Gottes hergestellt werden kann – ein Glaube, der, um die Allgüte Gottes zu retten, auf die Unergründlichkeit Gottes angewiesen ist.
Meiers viertes Kapitel – „Geschichte oder Der christliche Epimetheus“ – widmet sich Schmitts Geschichtsdenken. Schmitts Position, dass alles Wesentliche dieser Welt wesentlich geschichtlich, alle geschichtliche Wahrheit jedoch nur einmal wahr sei, bedeutet, dass das von Menschen verlangte geschichtlich konkrete Handeln von konstitutiver Blindheit geschlagen sein muss. Die anspruchsvolle moralische Entscheidung, auf die es allein ankommt, die richtige Unterscheidung von Freund und Feind, ist eine blinde Entscheidung. Das Leben in der Wahrheit der Offenbarung ist ein blindes und läuft somit sowohl seiner eigenen Hoffnung als auch seinen eigenen Ansprüchen zuwider.
Von besonderer Bedeutsamkeit in Meiers Buch ist die erstmalige Interpretation des Buches „Der Leviathan in der Staatslehre des Thomas Hobbes“ von Carl Schmitt, die Schmitts Probleme in der Auseinandersetzung mit dem Politischen Philosophen Thomas Hobbes erhellt.

### Das theologisch-politische Problem
Meiers Band Das theologisch-politische Problem zum Thema von Leo Strauss (2003) versammelt drei seiner Aufsätze zu einem Thema, welches nicht minder Meiers Thema ist als das von Strauss: „Das theologisch-politische Problem“, „Zur Genealogie des Offenbarungsglaubens“ und „Der Tod als Gott. Eine Anmerkung zu Martin Heidegger“. In der 2006 erschienenen amerikanischen Ausgabe ist The theologico-political problem um zwei unveröffentlichte englische Vorträge von Leo Strauss zu dem Thema erweitert: „The Living Issues of German Post-War Philosophy“ (1940) und „Reason and Revelation“ (1948). Meier versteht das theologisch-politische Problem als den „inneren Zusammenhang“ aller von Strauss aufgeworfenen philosophischen Probleme, „vom Dialog der Alten und der Modernen, über die Philosophie als Lebensweise und exoterisch-esoterische Kunst des Schreibens bis zur Kritik des Historismus“ (S. 13).

## Ehrungen
- 1973–1983: Stipendium der Studienstiftung des deutschen Volkes
- 1997: Peregrinus-Preis der Bayerischen Akademie der Wissenschaften
- 2000: Georges-Lurcy-Professur an der University of Chicago
- 2003: Visiting Professor am Boston College, Boston, USA
- 2005: Leibniz-Medaille der Berlin-Brandenburgischen Akademie der Wissenschaften[9]
- 2011: Ehrensenator der Humboldt-Universität zu Berlin[10]
- 2013: Political Philosophy Cross-Examined: Perennial Challenges to the Philosophic Life. Essays in Honor of Heinrich Meier. Hg. v. Thomas L. Pangle und J. Harvey Lomax. Palgrave Macmillan, 2013.

## Schriften

### Eigenständige Veröffentlichungen
- Jean-Jacques Rousseau: Discours sur l’origine et les fondements de l’linégalité parmi les hommes / Diskurs über den Ursprung und die Grundlagen der Ungleichheit unter den Menschen. Kritische Ausgabe des integralen Textes mit deutscher Übersetzung, einem Essay über die Rhetorik und die Intention des Werkes sowie einem ausführlichen Kommentar. Schöningh, Paderborn 1984 (= UTB für Wissenschaft.); 7. Auflage ebenda 2019.
- Carl Schmitt, Leo Strauss und „Der Begriff des Politischen“. Zu einem Dialog unter Abwesenden. Mit dem Aufsatz von Leo Strauss über den „Begriff des Politischen“ und drei unveröffentlichten Briefen an Carl Schmitt aus den Jahren 1932/1933. Stuttgart 1988; Neuausgabe Stuttgart/Weimar 1998; 3. Auflage, mit einem Nachwort, 2013.
- Die Lehre Carl Schmitts – Vier Kapitel zur Unterscheidung Politischer Theologie und Politischer Philosophie. Metzler, Stuttgart/Weimar 1994; 2. Auflage, mit einem Nachwort, 2004; 3. Auflage, mit einem Rückblick „Der Streit um die Politische Theologie“, 2009; 4. Auflage 2012.
- Die Denkbewegung von Leo Strauss. Die Geschichte der Philosophie und die Intention des Philosophen. Metzler, Stuttgart, Weimar 1996. Chinesisch 2002. Amerikanisch 2006. Französisch 2006. Spanisch 2006. Japanisch 2010.
- Warum Politische Philosophie? Metzler, Stuttgart, Weimar 2000. 2. Auflage 2001. Chinesisch 2001. Amerikanisch 2002. Französisch 2006. Spanisch 2006. Japanisch 2008.
- Das theologisch-politische Problem – Zum Thema von Leo Strauss. Metzler, Stuttgart, Weimar 2003, Chinesisch 2004. Französisch 2006. Spanisch 2006. Japanisch 2010.
- „Les rêveries du Promeneur Solitaire“ – Rousseau über das philosophische Leben. München 2005. 2. Auflage 2010. Chinesisch 2006. Japanisch 2008. Französisch 2010. Amerikanisch 2010. Koreanisch 2019.
- Was ist Politische Theologie? – What is Political Theology?, Carl-Friedrich-von-Siemens-Stiftung, München 2006, ISBN 978-3-938593-03-5.
- Leo Strauss and the Theologico-Political Problem. Cambridge University Press, Cambridge 2006. 7. Auflage 2008. Enthält zwei unveröffentlichte Vorträge von Leo Strauss.
- Über das Glück des philosophischen Lebens. Reflexionen zu Rousseaus „Rêveries“ in zwei Büchern. C.H. Beck, München 2011, ISBN 978-3-406-62287-8. Chinesisch 2013. Amerikanisch 2016.
- Politische Philosophie und die Herausforderung der Offenbarungsreligion. C.H. Beck, München 2013, ISBN 978-3-406-65474-9. Chinesisch 2014. Amerikanisch 2018. Italienisch 2019.
- Politik und Praktische Philosophie. Gedenkrede auf Wilhelm Hennis (Wissenschaftliche Abhandlungen und Reden zur Philosophie, Politik und Geistesgeschichte Band 76),. Duncker & Humblot, Berlin 2014, ISBN 978-3-428-14291-0.
- Was ist Nietzsches Zarathustra? Eine philosophische Auseinandersetzung. C.H. Beck, München 2017, ISBN 978-3-406-70794-0. Chinesisch 2019. Amerikanisch 2019.
- Nietzsches Vermächtnis. „Ecce homo“ und „Der Antichrist“. Zwei Bücher über Natur und Politik. C.H. Beck, München 2019, ISBN 978-3-406-73953-8.

### Leo Strauss:Gesammelte Schriftenin sechs Bänden (Herausgeber)
- Band 1: Die Religionskritik Spinozas und zugehörige Schriften. Metzler, Stuttgart, Weimar 1996. Mit einem „Vorwort des Herausgebers“. 2., durchgesehene und erweiterte Auflage 2001. 3., erneut durchgesehene und erweiterte Auflage 2008.
- Band 2: Philosophie und Gesetz – Frühe Schriften. Metzler, Stuttgart, Weimar 1997. Mit einem „Vorwort des Herausgebers“. 1., durchgesehener Nachdruck 1998. 2. Nachdruck 2004. 2., durchgesehene und erweiterte Auflage 2013.
- mit Wiebke Meier (Hrsg.): Band 3: Hobbes' politische Wissenschaft und zugehörige Schriften – Briefe. Metzler, Stuttgart, Weimar 2001. Mit einem „Vorwort des Herausgebers“. 1., durchgesehener Nachdruck 2003. Zweite, durchgesehene Auflage 2008.

### Veröffentlichungen der Carl Friedrich von Siemens Stiftung (Herausgeber)
- Die Herausforderung der Evolutionsbiologie. Piper, München 1988; 3. Auflage ebenda 1992.
- Zur Diagnose der Moderne. Piper, München 1990.
- mit Heinz Gumin: Einführung in den Konstruktivismus (= Veröffentlichungen der Carl Friedrich von Siemens Stiftung. Band 5). Piper, München 1992.
- mit Gerhard Börner und Jürgen Ehlers: Vom Urknall zum komplexen Universum. Die Kosmologie der Gegenwart. Piper, München 1993.
- mit Detlev Ploog: Der Mensch und sein Gehirn. Die Folgen der Evolution. Piper, München 1997; 2. Auflage ebenda p1998.
- Gerhard Neumann: Über die Liebe. Ein Symposion. Piper, München 2000. 4. Auflage 2010.
- mit Friedrich Wilhelm Graf: Der Tod im Leben. Ein Symposion. Piper, München 2004; 3. Auflage ebenda 2009.
- Über das Glück. Ein Symposion. Piper, München 2008; 2. Auflage 2010.
- mit Friedrich Wilhelm Graf: Politik und Religion: Zur Diagnose der Gegenwart. C.H. Beck, München 2013; 2. Auflage 2017, ISBN 978-3-406-65297-4.
- mit Friedrich Wilhelm Graf: Die Zukunft der Demokratie. Kritik und Plädoyer. C.H. Beck, München 2018, ISBN 978-3-406-72614-9.